# Bomarea multiflora
Bomarea multiflora là một loài thực vật có hoa trong họ Alstroemeriaceae. Loài này được (L.f.) Mirb. miêu tả khoa học đầu tiên năm 1804.